# Manuel Gomes
Manuel Gonçalves Gomes (ur. 29 maja 1951 w Barcelos) – portugalski trener piłkarski. Był selekcjonerem reprezentacji Angoli i Malediwów.

## Kariera trenerska
W swojej karierze piłkarskiej Gomes był trenerem takich klubów jak: GD Prado, AC Valdevez, CD Aves, AD Fafe, FC Felgueiras, FC Tirsense, Vitória Setúbal, FC Famalicão, FC Paços de Ferreira, ponownie FC Felgueiras, SC Braga, ponownie CD Aves, Imortal DC, FC Penafiel, ponownie CD Aves, Al-Salmiyah z Kuwejtu, Muçulmana Maputo z Mozambiku, Gil Vicente FC, GD Estoril Praia i Churchill Brothers SC z Indii. W 2012 roku został trenerem CD Trofense.
W swojej karierze Gomes prowadził również reprezentację Angoli i Malediwów. Z tą pierwszą awansował na Puchar Narodów Afryki 1998.